# Nieuwe kleertjes voor Boelie Beer
Nieuwe kleertjes voor Boelie Beer is een Nederlandstalig kinderboek voor kinderen vanaf één jaar. Het boek is geschreven door de Nederlandse kinderboekenschrijfster Betty Sluyzer. Het boek gaat over de beer Boelie die nieuwe kleding nodig heeft. Boelie bekijkt de kleding vanuit verschillende houdingen. Het kinderboek bevat veel illustraties.